# ناحية مركز أريحا
ناحية مركز أريحا إحدى نواحي سوريا تتبع إداريّاً لمحافظة إدلب منطقة أريحا ومركزها بلدة أريحا، بلغ تعداد سكان الناحية 83,487 نسمة حسب التعداد السكاني لعام 2004.

## مدن وبلدات وقرى مركز أريحا
أبقللي، أريحا، باب الله، بنين، بزابور، برجهاب، أبنة، كفر شلايا، كفرزيبا، كفرلاته، كورين، معربليت، معرزاف، مجدليا، منطف، معترم، مصيبين، نحلة، نحليا، أورم الجوز، سرجة، شنان، الظاهرية، البدرية.